# 王佐 (景泰進士)
王佐（1423年—？），字彥弼，福建福州府侯官縣人，明朝政治人物。

## 生平
福建鄉試第二十二名舉人，景泰二年（1451年）辛未科三甲第四十一名進士。授刑部主事，升刑部河南司員外郎，天順三年（1459年）升郎中，成化五年（1469年）出為廣東布政使司左參政。

## 家族
孫王希旦，正德八年舉人，禮部祠祭司郎中。